# Красносельский сельсовет (Нижегородская область)
Красносельский сельсовет — упразднённое сельское поселение в Арзамасском районе Нижегородской области.
Административный центр — село Красное.

## История
Упразднён 1 января 2023 года.

## Население
| 2002  | 2010  | 2012  | 2013  | 2014  | 2015  | 2016  |
| ----- | ----- | ----- | ----- | ----- | ----- | ----- |
| 3135  | ↘3088 | ↗3159 | ↗3196 | ↘3156 | ↘3137 | ↘3107 |
| 2017  | 2018  | 2019  | 2020  | 2021  |       |       |
| ↘3099 | ↘3081 | ↘3029 | ↘2961 | ↗3329 |       |       |

## Состав сельского поселения
В состав сельского поселения входят 2 населённых пункта:
| № | Населённый пункт | Тип населённого пункта       | Население |
| - | ---------------- | ---------------------------- | --------- |
| 1 | Кичанзино        | село                         | ↘764      |
| 2 | Красное          | село, административный центр | ↘2324     |